# Алсхайд
Алсхайд (на люксембургски: Alschent) e село и бивша община в Люксембург, окръг Дикирх, кантон Вилц, днес в община Кишпелт.
Населението на селото е 56 души през 2006 година.